# Streetlam
Streetlam – osada w Anglii, w hrabstwie North Yorkshire, w dystrykcie (unitary authority) North Yorkshire. Leży 56 km na północny zachód od miasta York i 333 km na północ od Londynu.